# Вильгельм Прусский (1783—1851)
Фридрих Вильгельм Карл Прусский (нем. Friedrich Wilhelm Karl von Preußen; 3 июля 1783, Берлин — 28 сентября 1851, Берлин) — принц Прусский, генерал кавалерии, генерал-губернатор Рейнской провинции и союзной крепости Майнц. Четвертый сын монарха Пруссии Фридриха Вильгельма II и его супруги, королевы- курфюрстины Фридерики Луизы Гессен-Дармштадтской, сестры великой княгини Натальи Алексеевны.

## Биография
С 1799 года он состоял на службе в гвардии и в 1806 году сражался во главе кавалерийской бригады при Ауэрштедте. В декабре 1807 года Вильгельм отправился в Париж добиваться снижения контрибуционных платежей, возложенных на Пруссию Наполеоном, что удалось ему лишь в весьма скромном размере. В 1808 году он представлял Пруссию на Эрфуртском конгрессе. В конце того же года он сопровождал своего брата короля Фридриха Вильгельма III в поездке в Санкт-Петербург и принял активное участие в преобразованиях в Пруссии и прусской армии.
В Освободительных войнах 1813 года он находился при штабе Блюхера. В битве при Лютцене 2 мая он командовал кавалерийским резервом на левом фланге, а в Битве народов под Лейпцигом обеспечивал соединение северных войск с Блюхером. Позднее он повёл 8-ю бригаду армейского корпуса Йорка через Рейн и отличился при Шато-Тьери, Лаоне и под Парижем, проявив храбрость и полководческий талант.
После заключения первого Парижского мира принц Вильгельм сопровождал короля в Лондон и присутствовал на переговорах в ходе Венского конгресса. В 1815 году он возглавил кавалерийский резерв IV армейского корпуса. После второго Парижского мира Вильгельм проживал попеременно в Париже и в своём дворце Фишбах близ Шмидеберга в Крконоше.
В 1824—1829 годах принц Вильгельм служил губернатором союзной крепости Майнц, в 1830—1831 годах — генерал-губернатором Рейнской провинции и Вестфалии. В марте 1834 года принц Вильгельм получил звание генерала кавалерии и вновь был назначен губернатором союзной крепости Майнц.
После смерти супруги Марии Анны принц Вильгельм удалился в своё поместье Фишбах.

## Награды
Королевства Пруссия:
- Орден Чёрного орла (31 декабря 1793); цепь ордена (июль 1841)[7]
- Орден Красного орла 1-го класса (31 декабря 1793, как кавалер ордена Чёрного орла)[8]
- Железный крест 2-го класса на чёрной ленте (1814)[9]
- Крест за выслугу лет[нем.] (25 лет выслуги)
- Орден «Pour le Mérite» с дубовыми листьями (18 декабря 1846)[10]

Российской империи:
- Орден Святой Анны 1-й степени (29 мая 1802)[11]
- Орден Святого Александра Невского (29 мая 1802)[12]
- Орден Святого апостола Андрея Первозванного (29 мая 1802)[13]
- Орден Святого Георгия 3-го класса (20 мая 1813)[14]
- Орден Святого Владимира 2-й степени (30 августа 1834)[15]

Прочие:
- Орден Святого Губерта с бриллиантами (королевство Бавария)
- Орден Святого Георгия (королевство Ганновер)
- Королевский Гвельфский орден, большой крест (королевство Ганновер)
- Орден Золотого льва, большой крест (курфюршество Гессен)
- Орден Людвига, большой крест (великое герцогство Гессен)
- Княжеский орден Дома Гогенцоллернов, почётный крест с короной (1-го класса)
- Орден Белого сокола, большой крест (великое герцогство Саксен-Веймар-Эйзенах)
- Орден Саксен-Эрнестинского дома, большой крест
- Орден Вюртембергской короны, большой крест (королевство Вюртемберг)
- Орден Святого Стефана, большой крест (Австрийская империя)
- Военный орден Марии Терезии, командорский крест (Австрийская империя)
- Орден Леопольда I, большой крест (королевство Бельгия)
- Орден Бани, большой крест (Великобритания)
- Военный орден Вильгельма, большой крест (королевство Нидерланды)

## Потомки

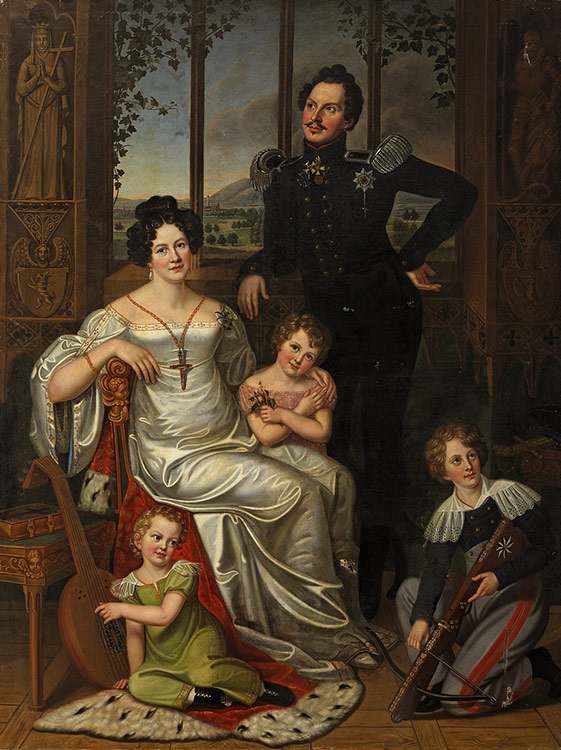
Вильгельм c женой и детьми

Вильгельм женился 12 января 1804 года в Берлине на Марианне, дочери ландграфа Фридриха V Гессен-Гомбургского. В браке родились:
- Фридерика (1805—1806)
- Ирена (1806)
- Тассило (1811—1813)
- Адальберт (1811—1873), женат на Терезе Эльслер (1808—1884)
- Тассило (1813−1814)
- Елизавета (1815—1885), замужем за принцем Гессенским Карлом (1809—1877)
- Вальдемар (1817—1849)
- Мария (1825—1889), замужем за королём Баварии Максимилианом II (1811—1864)